# Journal d'un dégonflé
Pour les articles homonymes, voir Double peine.
Le Journal d'un dégonflé (en anglais Diary of a Wimpy Kid) est une série romanesque de romans illustrés pour enfants, écrits et illustrés par l'auteur comique Jeff Kinney.
Cette série a été adaptée au cinéma.

## Résumé des histoires
Greg Heffley (surnommé par sa famille Gregory) est un garçon de douze ans qui a souvent des problèmes, aussi bien chez lui qu’au collège. Il raconte donc ses mésaventures dans son journal (qu’il a rebaptisé « carnet de bord » car il ne veut pas écrire dans un journal intime), où il affirme écrire parce que, devenu plus tard riche et célèbre, il n’aura pas le temps de répondre à des questions stupides. Dans sa famille, le père de Greg ne veut pas que son fils devienne un « dégonflé » et aimerait qu’il fasse du sport. Sa mère n’aime pas les mensonges et chouchoute son petit frère Manu. Son frère aîné Rodrick l’embête par tous les moyens et Manu en profite pour dénoncer Greg quand il fait des bêtises. Il a aussi un ami Robert, qu’il supporte histoire de ne pas être seul.

## Sortie du septième tome
Publié en anglais (sa langue d'origine) aux États-Unis le 1er avril 2007 aux éditions Amulet Books, le premier roman est traduit en français par la traductrice et sort aux éditions du Seuil. Il est apparu dans la liste des best-sellers du New York Times.

## L'auteur
Jeff Kinney est concepteur et réalisateur de jeux en ligne. En 1998, il commence à crayonner un personnage dont il commencera à publier les aventures en ligne 6 ans plus tard. Après près de 50 millions de visites (100 000 connexions par jour), l’éditeur Abrams décide de le publier en version imprimée, avec grand succès.

## Personnages
- Greg Heffley :  personnage principal de la série. C'est un jeune adolescent assez timide, maladroit et plutôt solitaire. Robert Jefferson est son meilleur ami. Il ne cesse de jouer aux jeux vidéo, de dormir et de regarder la télévision. Il est la victime des vilains tours de son frère aîné, Rodrick.
- Robert Jefferson : il est le meilleur ami de Greg. C'est un garçon gros, enfantin et guère intéressé par l'amour. Il a une coupe au bol. Il ne fait jamais ce que Greg attend de lui, et il adore Patrick, une star pour les enfants.
- Patty Farrell : une fille de la classe de Greg. Véritable peste, elle prend un malin plaisir à persécuter les garçons de sa classe, en particulier Greg à cause d'une humiliation qu'il lui a infligée en maternelle.
- Rodrick Heffley : le frère aîné de Greg. Il est passionné de batterie et en joue dans son groupe de rock les "Kuch Kraceuz" (couches crasseuses). Il aime jouer de vilains tours à son petit frère.
- Manu  Heffley : le petit frère de Greg. Il est âgé d'environ 3 ans et est adoré de ses parents. Il ne parle pas encore.
- Susan & Frank Heffley : les parents de Greg. Son père veut l'endurcir et ne supporte pas que Greg joue aux jeux vidéo et la musique de Rodrick, tandis que sa mère veut lui faire développer sa créativité et ne veut pas qu'il joue trop aux jeux vidéo.
- Chirag Gupta : un élève de la classe de Greg. Toute la classe lui fait croire qu'il est invisible.
- Freddy : un élève de la classe de Greg. Il est très sale et porte des lunettes. Il paraît  intelligent et il a un côté très loufoque. Comme par exemple dire : - du jus,du jus pour aller au toilettes. Ce qui le caractérise le plus, ce sont les choses répugnantes qu'il arrive à faire avec son corps, notamment quand il montre sa tâche de naissance secrète sur son nombril, ce qui l'amuse beaucoup.
- Inès Hills : une fille de la classe de Greg. Dans le tome 3 (Trop c'est trop), ils fêtent la Saint-Valentin, et comme Greg s'intéresse aux filles depuis le CP, il tente une approche mais Freddy vient tout gâcher.
- Grand-mère  : comme les parents de Greg, celle-ci chouchoute beaucoup Manu (son préféré).
- Pépé  : Grand père de Greg, qui prépare un plat affreux : la salade de cresson.

## Romans
1. Carnet de bord de Greg Heffley, Seuil, 2009 ((en) Diary of a Wimpy Kid, 2007)  (ISBN 978-2-02-097356-4) : Greg a 12 ans, un frère aîné musicien qui lui fait des blagues, un petit frère qui le colle, un copain qu'il supporte seul, des problèmes avec les filles qui pouffent à longueur de journée, des parents qui ne comprennent jamais rien à ce qu'il demande… Un jour, sa mère lui offre un journal intime, que Greg rebaptise en carnet de bord.
2. Rodrick fait sa loi, Seuil, 2009 ((en) Rodrick Rules, 2008)  (ISBN 978-2-02098-818-6) : Pour Greg, la rentrée scolaire est presque une bonne nouvelle tellement ses vacances ont été horribles. Il y a surtout un évènement qu'il aimerait mieux oublier. Mais Rodrick, son frère aîné, sait tout… et espère le faire chanter !
3. Trop c'est trop, Seuil, 2010 ((en) The Last Straw, 2009)  (ISBN 978-2-02-101115-9) : M. Heffley est convaincu qu'il peut faire de son dégonflé de fils un homme, un vrai. Greg se retrouve donc inscrit à des activités viriles : foot, scouts… Alors, quand son père menace de l'envoyer dans un camp militaire pour les vacances d'été, Greg se rend bien compte qu'il a tout intérêt à marcher droit, sinon il risque de marcher au pas !
4. Ça fait suer !, Seuil, 2011 ((en) Dog Days, 2009)  (ISBN 978-2-02-104191-0) : Les vacances d'été sont là et tout le monde s'éclate dehors. Mais où est Greg Heffley ? Chez lui, les rideaux tirés, devant sa console de jeu vidéo. Greg, "casanier" autoproclamé, veut passer l'été idéal : pas de responsabilités, pas de règles. Mais pour sa mère, l'été parfait doit se vivre en famille et en plein air. Lequel des deux l'emportera ? À moins qu'un nouveau membre de la tribu Heffley ne s'en mêle ?
5. La Vérité toute moche, Seuil, 2012 ((en) The Ugly Truth, 2010)  (ISBN 978-2-02-106011-9)Greg est confronté au regard des filles et aux moqueries des garçons, à de nouvelles responsabilités et aux changements inévitables qui surviennent avec l'âge ingrat. Et tout ça sans son meilleur ami, Robert, à ses côtés ! Réussira-t-il à s'en sortir? Ou devra-t-il faire face à "l'horrible vérité" qui touche tous les garçons de son âge?
6. Carrément claustro ! , Seuil, 2013 ((en) Cabin Fever, 2011)  (ISBN 978-2-02-108378-1)
7. Un cœur à prendre, Seuil, 2014 ((en) The Third Wheel, 2012)  (ISBN 979-10-235-0187-2)
8. Pas de bol !, Seuil, 2015 ((en) Hard Luck, 2013)  (ISBN 979-10-235-0463-7)
9. Un loooong voyage ! , Seuil, 2016 ((en) The Long Haul, 2014)  (ISBN 979-10-235-0632-7)
10. Zéro réseau, Seuil, 2016 ((en) Old School, 2015)  (ISBN 979-10-235-0799-7)
11. Double peine, Seuil, 2017 ((en) Double down, 2016)  (ISBN 979-10-235-0849-9)
12. Sauve qui peut !, Seuil, 2017 ((en) The Getaway, 2017)  (ISBN 979-10-235-0852-9)
13. Totalement givré !, Seuil, 2018 ((en) The Meltdown, 2018)  (ISBN 979-10-235-0855-0)
14. Ça déménage !, Seuil, 2019 ((en) Wrecking Ball, 2019)  (ISBN 979-10-235-1232-8)
15. Le Grand Bain, Seuil, 2020 ((en) The Deep End, 2020)  (ISBN 979-10-235-1235-9)
16. Un coup de génie, Seuil, 2021 ((en) The Big Shot, 2021)  (ISBN 979-10-235-1238-0)
17. Rock attitude, Seuil, 2022 ((en) Diper Överlöde, 2022)
18. Prise de tête, Seuil, 2023 ((en) No brainer, 2023)
19. Chaud devant, Seuil,2024((en) Hot Mess,2024)

De plus, trois romans centrés sur les aventures de Robert Jefferson sont déjà sortis dans le même format :
1. Journal d’un copain formidable
2. Les aventures d’un copain formidable
3. Les terrifiantes histoires d’un copain formidable

## Hors-séries
- Journal d'un dégonflé à écrire toi-même, Seuil, 2011 ((en) The Wimpy Kid Do-It-Yourself Book, 2011)

## Adaptations
Quatre des romans de cette série ont été adaptés au cinéma et distribué par 20th Century Fox : Journal d'un dégonflé (sorti en 2010 aux États-Unis), Journal d'un dégonflé : Rodrick fait sa loi (2011), Journal d'un dégonflé : Ça fait suer ! (2012) et Journal d'un dégonflé : Un loooong voyage (2017). 
Le premier film de 2010, Journal d'un dégonflé, a été réadapté pour les enfants en film d'animation par Disney en 2021, directement sorti en SVOD sur la plateforme Disney+ sous le titre Le Journal d'un dégonflé.
En 2022, l'adaptation cinématographique du film Journal d'un dégonflé : Rodrick fait sa loi de 2011 a été aussi adaptée en long métrage animé.